# LN Андромеды
LN Андромеды (лат. LN Andromedae), HD 217811 — двойная звезда в созвездии Андромеды на расстоянии (вычисленном из значения параллакса) приблизительно 1062 световых лет (около 326 парсеков) от Солнца. Возраст звезды оценивается как около 9,5 млн лет.

## Характеристики
Первый компонент (TYC 3228-3103-1) — белая звезда спектрального класса B2V или B3. Видимая звёздная величина звезды — +6,39m. Масса — около 6,5 солнечных, светимость — около 1959 солнечных. Эффективная температура — около 18090 K. Ранее классифицировалась как медленно пульсирующая звезда спектрального класса B, но дальнейшие наблюдения переменности не подтвердили.
Второй компонент (BD+43 4378B). Видимая звёздная величина звезды — +9,6m. Удалён на 7,4 угловых секунд.